# Laystall Engineering
Laystall Engineering – brytyjski producent części samochodowych, założony w 1903 roku.

## Historia
Firma została założona przez F.T. Berseya w 1903 roku, a jej siedziba początkowo znajdowała się w małym warsztacie na Laystall Street w Londynie. 1 listopada 1906 roku Laystall Motor Engineering Works otrzymał status spółki z ograniczoną odpowiedzialnością. Firma otrzymała od RAC certyfikat „All Repairs” i oferowała usługi w zakresie naprawy i wymiany cylindrów, wałów korbowych, łożysk, tłoków i przekładni.
Firma w miarę czasu rozrastała się i w 1924 roku utworzyła nowy warsztat w Liverpoolu. Laystall produkował wały korbowe, które były używane w Bentleyach wygrywających 24h Le Mans, a także w samochodzie, którym J.G. Parry-Thomas pobił rekord prędkości. W 1938 roku nowym właścicielem firmy został Joshua Bigwood. W trakcie II wojny światowej Laystall wytwarzał części do lotniczych silników Rolls-Royce, a po zniszczeniu największej fabryki Laystalla brytyjskie Ministerstwo Lotnictwa nakazało przenieść produkcję poza Londyn. Wskutek tego od 1940 roku kontynuowano produkcję w Wolverhampton, wytwarzając m.in. gąsienice do czołgów. Po wojnie głównym celem stała się produkcja wałów korbowych i tulei cylindrowych Cromard. W tym okresie (1952) firmę przejął United Dominions Trust, który postanowił promować markę Laystall poprzez sponsoring BRP w Formule 1. Laystall był także dostawcą części do silników Formuły 1: Climax (mistrza konstruktorów) oraz Cosworth (sto zwycięstw). Firma podejmowała także dwukrotnie nieudaną próbę samodzielnego wejścia do Formuły 1 w charakterze konstruktora. Producent dostarczał także części McLarenowi, zwycięskiemu w Indianapolis 500. W latach 60. po nabyciu Trucoze Engineering, Laystall rozpoczął także produkcję siłowników hydraulicznych, którą kontynuował do 1983 roku, podobnie jak elementy sprzęgła. W 1981 roku nowymi właścicielami zostali Bob Wedge i David Richards. W 1983 roku zamknięto fabrykę w Londynie. W 2002 roku, po śmierci Wedge’a, część udziałów przejął jego wnuk, Martin Bowers.
Obecnie firma produkuje tuleje cylindrowe i wały korbowe.